# Парада поноса у Сарајеву
Парада поноса у Сарајеву, позната и као „БХ. поворка поноса”, протест је против неједнакости и представља борбу за бољи положај лезбејки, гејева, бисексуалних, транс, интерполних и квир особа у босанскохерцеговачком друштву. Настала је из потребе за унапређењем свакодневног живота ЛГБТИК+ особа у БиХ, користећи Уставом загарантовано право на јавно окупљање. Иницијативу је покренула група активиста и активисткиња из целе Босне и Херцеговине (Приједор, Бања Лука, Сарајево, Бијељина, Тузла). Сарајевска поворка поноса поштује принципе и вредности антифашизма, равноправности, солидарности, слободе, социјалне правде, самоодређења, секуларности, инклузивности, антимилитаризма, владавине права, спремности на дијалог и ненасилне комуникације. Прва поворка поноса у Босни и Херцеговини одржана је 2019. године у Сарајеву.

## Парада поноса 2019.
Прва поворка поноса у Босни и Херцеговини, протекла је без инцидената, а учесници су прошетали централним улицама Сарајева. Слоган поворке био је „Има изаћ", а поред транспарената и застава дугиних боја, учесници су носили пиштаљке и бубњеве. Уз скандирања „Град је наш” и „Ово је понос” учесници колоне прошли су трасом дужине близу два километра, од Вјечне ватре путем Титове улице до Трга Босне и Херцеговине. Скуп је обезбеђивало више од 1.100 припадника безбедносних снага. Мирза Хаџиабдић, портпарол полиције Кантона Сарајево рекао је за Би-Би-Си на српском да је у поворци било више од 2.000 људи и да је скуп протекао без инцидената. На крају скупа певач Дамир Имамовић извео је севдалинку „Снијег паде на бехар на воће”. У поворци био је и Божо Врећо, познати извођач севдалинки.

## Парада поноса 2020.
Друга парада поноса требала је бити одржана 23. августа 2020. године, али је одложена неповољне епидемиолошке ситуације узроковане пандемијом вируса корона. Уместо поворке, те године су одржане бројне уличне и онлајн активности под слоганом „Није живот четири зида”.

## Парада поноса 2021.
Након паузе, поворка је 2021. године одржана 14. августа под слоганом „Отпор са маргине”. Скупу је протестовало више стотина учесника, а рута је ишла од Парка Сафета Исовића код Друге гимназије у Сарајеву ка Згради Парламента Босне и Херцеговине. Догађај је протекао без инцидената, а упоредо су одржани и антипрајд протести.

## Парада поноса 2022.
Трећа парада поноса у Сарајеву одржана је 25. јуна 2022. године под слоганом „Породично окупљање” чиме су организатори указали на значај подршке породице квир особама. Поворци се придружило око 1.000 грађана, а сам догађај су пратиле и јаке мере безбедности. Поред организатора, поруку са скупа послао је и премијер Kантона Сарајево Един Форто казавши да је ово протест грађана за већа права, осврнувши се на политичке и хомофобичне коментаре на друштвеним мрежама.